# Gustaaf Hermans
Gustaaf Hermans (Wezemaal, 12 mei 1951) is een Belgisch voormalig wielrenner. Hij was beroepsrenner van 1973 tot 1975.
Als prof behaalde hij een viertal overwinningen, maar zijn belangrijkste overwinning behaalde bij de toenmalige liefhebbers. In 1971 werd hij wereldkampioen ploegentijdrit over een afstand van 100 km. In Mendrisio behaalde hij de titel samen met Louis Verreydt, Ludo Van Der Linden en Gustaaf Van Cauter. Het zilver was voor Nederland met Fedor den Hertog, Adri Duyker, Frits Schür en Aad van den Hoek. Op de Olympische Spelen in 1972 behaalde hij met Verreydt, Van Cauter en Ludo Delcroix de vierde plaats in dit nummer.

## Overwinningen
1971
- GP Affligem Grote Paasprijs (interclub)
- 100km TTT (amateurs)

1972
- 2e etappe Ronde van Algerije
- Ardense Pijl
- GP Jef Scherens

1973
- GP E5

1974
- Nazareth

## Resultaten in voornaamste wedstrijden
| Jaar | Ronde van Italië | Ronde van Frankrijk | Ronde van Spanje |
| ---- | ---------------- | ------------------- | ---------------- |
| 1973 | 90e              |                     |                  |
| 1974 |                  |                     |                  |
| 1975 |                  |                     |                  |

| Jaar | Milaan-San Remo | Gent-Wevelgem | Ronde van Vlaanderen | Parijs-Roubaix | Luik-Bast.‑Luik |
| ---- | --------------- | ------------- | -------------------- | -------------- | --------------- |
| 1973 | 116e            |               |                      |                | 47e             |
| 1974 |                 | 23e           | 37e                  | 28e            |                 |
| 1975 |                 |               |                      |                |                 |